# Avfruvva Vallis
L'Avfruvva Vallis è una struttura geologica della superficie di Venere.